# Cristiano da Matta
Cristiano Monteiro da Matta (ur. 19 września 1973 w Belo Horizonte) – brazylijski kierowca wyścigowy. Były zawodnik serii CART i zespołu Formuły 1 Toyota.

## Kariera

### Początki kariery
Da Matta rozpoczął karierę wyścigową w wieku 16 lat od kartingu. Po sukcesach w tych wyścigach zaczął zaliczać kolejne szczeble w wyścigowej hierarchii. W 1993 roku zdobył mistrzostwo Brazylijskiej Formuły Ford, a w 1994 roku mistrzostwo Formuły 3 Sudamericana. W 1995 roku przeniósł się do Europy i rozpoczął starty w Brytyjskiej Formule 3. Rok później zaliczył pełny sezon w Formule 3000 w zespole Pacific Racing. W 1997 roku przeniósł się do USA aby startować w serii Indy Lights, którą wygrał w roku 1998.

### CART
W 1999 roku wystartował w amerykańskiej serii CART w zespole Arciero-Wells. Pierwszy sezon nie przyniósł sukcesów, jednak udało mu się zanotować kilka dobrych wyników w tym niewielkim zespole. Rok później właściciele rozeszli się i każdy z nich wystartował do nowego sezonu ze swoim zespołem. Da Matta trafił do ekipy Cala Wellsa – PPI Motorsports, a w swoim drugim sezonie udało mu się odnieść pierwsze zwycięstwo (na owalnym torze w Chicago). Nowy zespół rozpadł się już po jednym sezonie, ale da Matta trafił do jednej z najlepszych ekip w stawce – Newman/Haas Racing. Od tego momentu stał się czołowym kierowcą walczącym o najwyższe miejsca. W 2001 roku odniósł trzy zwycięstwa i zajął 5. miejsce w klasyfikacji, natomiast w 2002 roku zdominował rywalizację, odnosząc 7 zwycięstw i zdobywając tytuł mistrzowski z dużą przewagą nad całą resztą stawki.

### Formuła 1

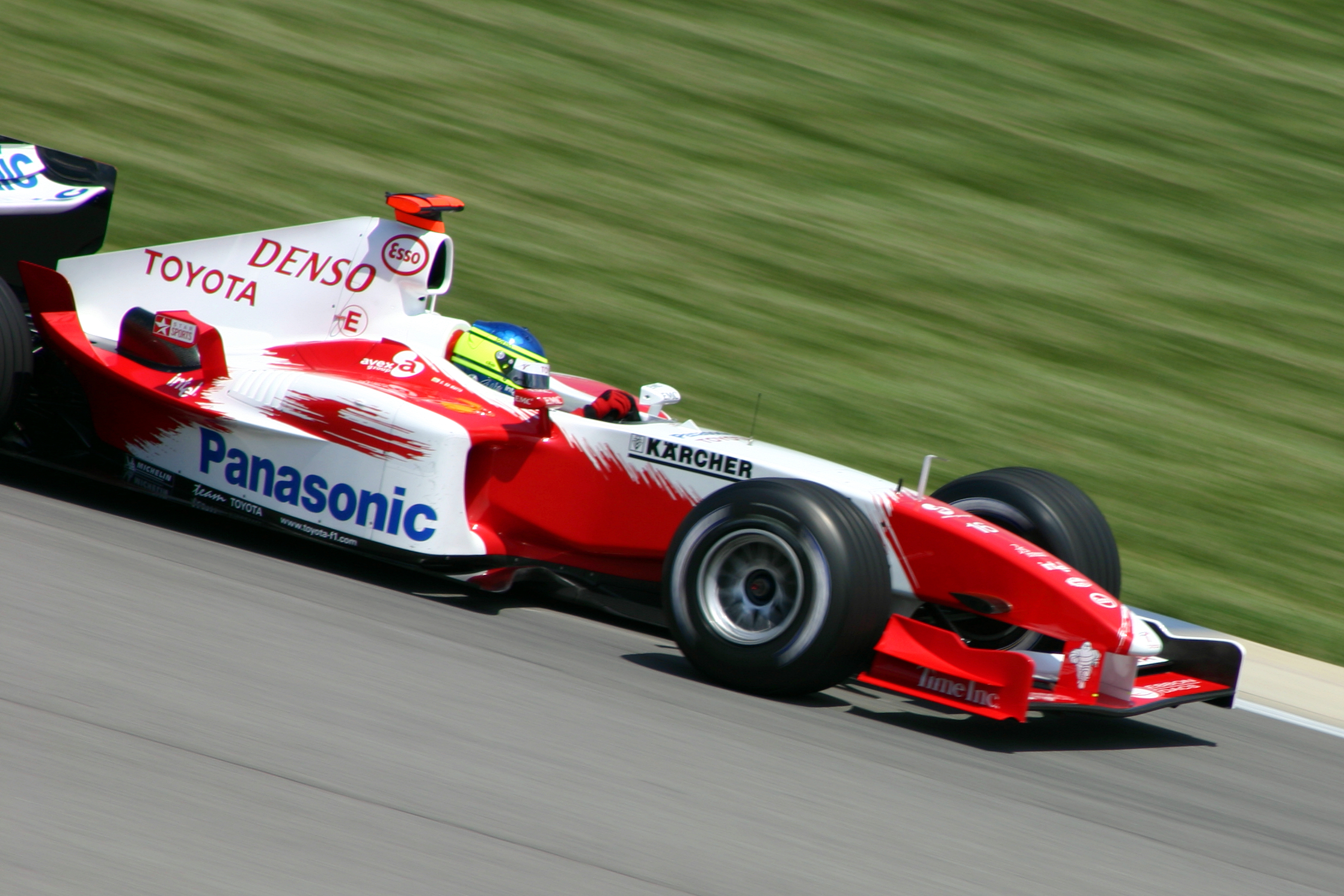
Da Matta podczas GP Stanów Zjednoczonych w 2004 roku

W 2003 roku wystartował w Formule 1 w zespole Toyoty (z której silnikami startował przez cały okres występów w serii CART). Pierwszy sezon miał całkiem udany jak na debiutanta, zajął 13. miejsce z 10 zdobytymi punktami (o 4 więcej niż doświadczony kolega z zespołu Olivier Panis). Kolejny sezon nie był już tak udany – zdobył w nim tylko 3 punkty i po Grand Prix Niemiec został zastąpiony przez Ricardo Zontę. Ogółem wystartował w ciągu dwóch sezonów w 28 wyścigach i zdobył 13 punktów. Najwyższe miejsce, jakie zajął w wyścigu, to szóste (trzykrotnie). Po tym da Matta zapowiedział, że już nigdy nie wystartuje w Formule 1, gdyż uważał, że za mało jest w niej bezpośredniej rywalizacji, a zbyt duży nacisk kładzie się na osiągi pojazdu.

### Champ Car
Po zakończeniu przygody z Formułą 1 da Matta powrócił w 2005 roku do Ameryki ścigać się w serii CART, a właściwie serii Champ Car, bo taką teraz nosiła nazwę. Dla zespołu PKV Racing, w którym wystartował, odniósł pierwsze zwycięstwo i zajął na koniec w klasyfikacji 11. miejsce. Sezon 2006 rozpoczął w zespole Dale Coyne Racing, ale po czterech wyścigach pojawiła się możliwość startów w silniejszej ekipie RuSPORT, z której skorzystał. W barwach nowego zespołu zdołał wystartować jednak zaledwie w pięciu wyścigach, ponieważ jego starty przerwał poważny wypadek.

#### Wypadek
3 sierpnia 2006 roku, podczas testów na torze Road America, da Matta miał groźny wypadek. Pomiędzy zakrętami numer 5 i 6 zderzył się z jeleniem przebiegającym przez tor. Zwierzę zostało uderzone prawym przednim kołem bolidu, a następnie wpadło do kokpitu uderzając w da Mattę, który stracił przytomność. Kierowca został przetransportowany helikopterem do szpitala i poddany operacji usunięcia krwiaka z mózgu, a następnie umieszczony w sztucznie wywołanej śpiączce. Jego stan poprawiał się powoli ale systematycznie i 20 sierpnia Cristiano da Matta został przeniesiony z oddziału intensywnej terapii, a 21 września ostatecznie opuścił szpital.

## Starty w Formule 1

### Tablica wyników
| Rok  | Zespół | 1      | 2      | 3      | 4      | 5      | 6      | 7      | 8       | 9      | 10     | 11     | 12     | 13     | 14     | 15    | 16    | 17  | 18  | Zespół | Msc. | Pkt. |
| ---- | ------ | ------ | ------ | ------ | ------ | ------ | ------ | ------ | ------- | ------ | ------ | ------ | ------ | ------ | ------ | ----- | ----- | --- | --- | ------ | ---- | ---- |
| 2003 | Toyota | AUS NS | MAL 11 | BRA 10 | SAN 12 | SPA 6  | AUT 10 | MON 9  | CAN 11  | EUR NS | FRA 11 | GBR 7  | DEU 6  | HUN 11 | ITA NS | USA 9 | JPN 7 |     |     | Toyota | 13   | 10   |
| 2004 | Toyota | AUS 12 | MAL 9  | BAH 10 | SAN NS | SPA 13 | MON 6  | EUR NS | CAN DSQ | USA NS | FRA 14 | GBR 13 | DEU NS | HUN    | BEL    | ITA   | CHN   | JPN | BRA | Toyota | 17   | 3    |

## Starty w karierze
| Sezon | Seria                    | Zespół               | Starty | PP | Zwyc. | Punkty | Pozycja |
| ----- | ------------------------ | -------------------- | ------ | -- | ----- | ------ | ------- |
| 1993  | Brazylijska Formuła Ford |                      |        |    |       |        | 1.      |
| 1994  | Formuła 3 Sudamericana   | Augusto Cesario Team | 9      | 7  | 4     |        | 1.      |
| 1995  | Brytyjska Formuła 3      | West Surrey Racing   | 18     | 0  | 1     | 81     | 8.      |
| 1996  | Formuła 3000             | Pacific Racing       | 10     | 0  | 0     | 7      | 9.      |
| 1997  | Indy Lights              | Brian Stewart Racing | 13     | 1  | 3     | 141    | 3.      |
| 1998  | Indy Lights              | Tasman Motorsports   | 14     | 3  | 4     | 154    | 1.      |
| 1999  | CART                     | Arciero-Wells Racing | 20     | 0  | 0     | 32     | 18.     |
| 2000  | CART                     | PPI Motorsports      | 20     | 0  | 1     | 112    | 10.     |
| 2001  | CART                     | Newman/Haas Racing   | 20     | 0  | 3     | 140    | 5.      |
| 2002  | CART                     | Newman/Haas Racing   | 19     | 7  | 7     | 237    | 1.      |
| 2003  | Formuła 1                | Toyota F1            | 16     | 0  | 0     | 10     | 13.     |
| 2004  | Formuła 1                | Toyota F1            | 12     | 0  | 0     | 3      | 17.     |
| 2005  | Champ Car                | PKV Racing           | 13     | 0  | 1     | 139    | 11.     |
| 2006  | Champ Car                | Dale Coyne Racing    | 4      | 0  | 0     | 134    | 15.     |
| 2006  | Champ Car                | RuSPORT              | 5      | 0  | 0     | 134    | 15.     |